# Liga Norte Senior 7×7 2018
La Liga Norte 7×7 2018 è la 1ª edizione del campionato di football a 7, organizzato dalla FEFAPA.

## Squadre partecipanti
| Club                        | Città                 | Stadio | Sponsor ufficiale |
| --------------------------- | --------------------- | ------ | ----------------- |
| ANVL Cuervos                | Fuenlabrada           |        |                   |
| CDE Berserkers              | Piélagos              |        |                   |
| Extremadura Gladiators      | Navalmoral de la Mata |        |                   |
| Guadalajara Stings          | Guadalajara           |        |                   |
| Venta de Baños White Sharks | Venta de Baños        |        |                   |
| Vigo Guardians              | Vigo                  |        |                   |

## Stagione regolare

### Calendario

#### 1ª giornata
| Vigo 14 gennaio 2018, ore 15:00 | Vigo Guardians | 16 – 15 (9-7 6-0 0-8 0-0 1-0) referto | Venta de Baños White Sharks | Campo de Fútbol Coruxo |

| Guadalajara 14 gennaio 2018, ore 16:00 | Guadalajara Stings | 70 – 42 (16-16 22-20 16-0 16-6) referto | ANVL Cuervos | Campo de Fútbol Municipal Pedro Escartín |

#### 2ª giornata
| Torrelavega 21 gennaio 2018, ore 14:00 | CDE Berserkers | 6 – 38 referto | Extremadura Gladiators | Campo de Rugby J.R. Rincón |

#### 3ª giornata
| Venta de Baños 28 gennaio 2018, ore 12:00 | Venta de Baños White Sharks | 53 – 12 referto | CDE Berserkers | Campo de Fútbol 150º Aniversario |

| Fuenlabrada 28 gennaio 2018, ore 13:00 | ANVL Cuervos | 32 – 31 referto | Vigo Guardians | Polideportivo Fermín Cacho |

#### 4ª giornata
| Fuenlabrada 11 febbraio 2018, ore 12:00 | ANVL Cuervos | 6 – 7 referto | Venta de Baños White Sharks | Polideportivo Fermín Cacho |

| Vigo 11 febbraio 2018, ore 15:00 | Vigo Guardians | 18 – 19 referto | Extremadura Gladiators | Campo de Fútbol Coruxo |

| Guadalajara 11 febbraio 2018, ore 15:00 | Guadalajara Stings | 54 – 6 referto | CDE Berserkers | Campo de Fútbol Municipal Pedro Escartín |

#### 5ª giornata
| Navalmoral de la Mata 24 febbraio 2018, ore 11:00 | Extremadura Gladiators | 24 – 6 (8-0 0-6 6-0 10-0) referto | ANVL Cuervos | Campo de Fútbol Americano Gladiators |

| Guadalajara 25 febbraio 2018, ore 16:00 | Guadalajara Stings | 26 – 28 referto | Venta de Baños White Sharks | Campo de Fútbol Municipal Pedro Escartín |

#### Recuperi 1
| Navalmoral de la Mata 3 marzo 2018, ore 11:00 | Extremadura Gladiators | 36 – 26 (6-8 6-6 12-0 12-12) referto | Guadalajara Stings | Campo de Fútbol Americano Gladiators |

#### 6ª giornata
| Venta de Baños 11 marzo 2018, ore 12:00 | Venta de Baños White Sharks | 36 – 12 referto | Extremadura Gladiators | Campo de Fútbol 150º Aniversario |

| Fuenlabrada 11 marzo 2018, ore 13:00 | ANVL Cuervos | 46 – 14 referto | CDE Berserkers | Polideportivo Fermín Cacho |

| Vigo 11 marzo 2018, ore 15:00 | Vigo Guardians | 43 – 14 referto | Guadalajara Stings | Campo de Fútbol Coruxo |

#### Recuperi 2
| Torrelavega 18 marzo 2018, ore 15:00 | CDE Berserkers | 20 – 47 referto | Vigo Guardians | Campo de Rugby J.R. Rincón |

#### 7ª giornata
| Navalmoral de la Mata 24 marzo 2018, ore 15:00 | Extremadura Gladiators | 18 – 12 referto | CDE Berserkers | Campo de Fútbol Americano Gladiators |

| Venta de Baños 25 marzo 2018, ore 12:00 | Venta de Baños White Sharks | 52 – 18 referto | Vigo Guardians | Campo de Fútbol 150º Aniversario |

| Fuenlabrada 25 marzo 2018, ore 16:00 | ANVL Cuervos | 52 – 8 referto | Guadalajara Stings | Polideportivo Fermín Cacho |

#### 8ª giornata
| Torrelavega 14 aprile 2018, ore 13:00 | CDE Berserkers | 12 – 34 referto | Venta de Baños White Sharks | Campo de Rugby J.R. Rincón |

| Vigo 15 aprile 2018, ore 15:00 | Vigo Guardians | 7 – 20 referto | ANVL Cuervos | Campo de Fútbol Coruxo |

| Guadalajara 15 aprile 2018, ore 15:00 | Guadalajara Stings | 12 – 48 referto | Extremadura Gladiators | Campo de Fútbol Municipal Pedro Escartín |

#### 9ª giornata
| Navalmoral de la Mata 28 aprile 2018, ore 15:00 | Extremadura Gladiators | 46 – 19 referto | Vigo Guardians | Campo de Fútbol Americano Gladiators |

| Venta de Baños 29 aprile 2018, ore 12:00 | Venta de Baños White Sharks | 36 – 12 referto | ANVL Cuervos | Campo de Fútbol 150º Aniversario |

#### Recuperi 3
| Torrelavega 27 maggio 2018, ore 15:00 | CDE Berserkers | 30 – 42 referto | Guadalajara Stings | Campo de Rugby J.R. Rincón |

### Classifica
La classifica della regular season è la seguente:
- PCT = percentuale di vittorie, G = partite giocate, V = partite vinte,  P = partite perse, PF = punti fatti, PS = punti subiti

| Pos. | Squadra                     | PCT  | G | V | N | P | PF  | PS  |
| ---- | --------------------------- | ---- | - | - | - | - | --- | --- |
| 1    | Venta de Baños White Sharks | .875 | 8 | 7 | 0 | 1 | 261 | 114 |
| 2    | Extremadura Gladiators      | .875 | 8 | 7 | 0 | 1 | 241 | 135 |
| 3    | ANVL Cuervos                | .500 | 8 | 4 | 0 | 4 | 216 | 197 |
| 4    | Vigo Guardians              | .375 | 8 | 3 | 0 | 5 | 199 | 218 |
| 5    | Guadalajara Stings          | .375 | 8 | 3 | 0 | 5 | 252 | 285 |
| 6    | CDE Berserkers              | .000 | 8 | 0 | 0 | 7 | 112 | 332 |

## Verdetti
- Venta de Baños White Sharks Campioni della LNS7×7